# Taifa di Granada
La taifa di Granada, o regno Zirid di Granada, fu un regno musulmano governato dagli Ziridi, che si costituì ad Al-Andalus nel 1013, in seguito alla fitna di al-Andalus, iniziata nel 1009, che portò all'implosione del Califfato di Cordova, come riportata dallo storico Rafael Altamira. Quattro emiri della dinastia Ziride, dinastia berbera Sanhadja originaria dell'attuale Algeria, si succedettero durante i suoi 80 anni circa di esistenza. La conquista di al-Andalus degli Almoravidi pose fine all'indipendenza della prima taifa di Granada.

Quando l'Impero almoravide perdette vigore vi fu una effimera seconda taifa di Granada che durò pochissimo, conquistata, nel 1145, dagli Almohadi.

Quando l'Impero almohade perdette vigore, dopo la sconfitta subita a Las Navas de Tolosa il regno di taifa di Granada, verso il 1227 risorse per trasformarsi nel regno di Granada, dopo che i Nasridi erano divenuti emiri della taifa.

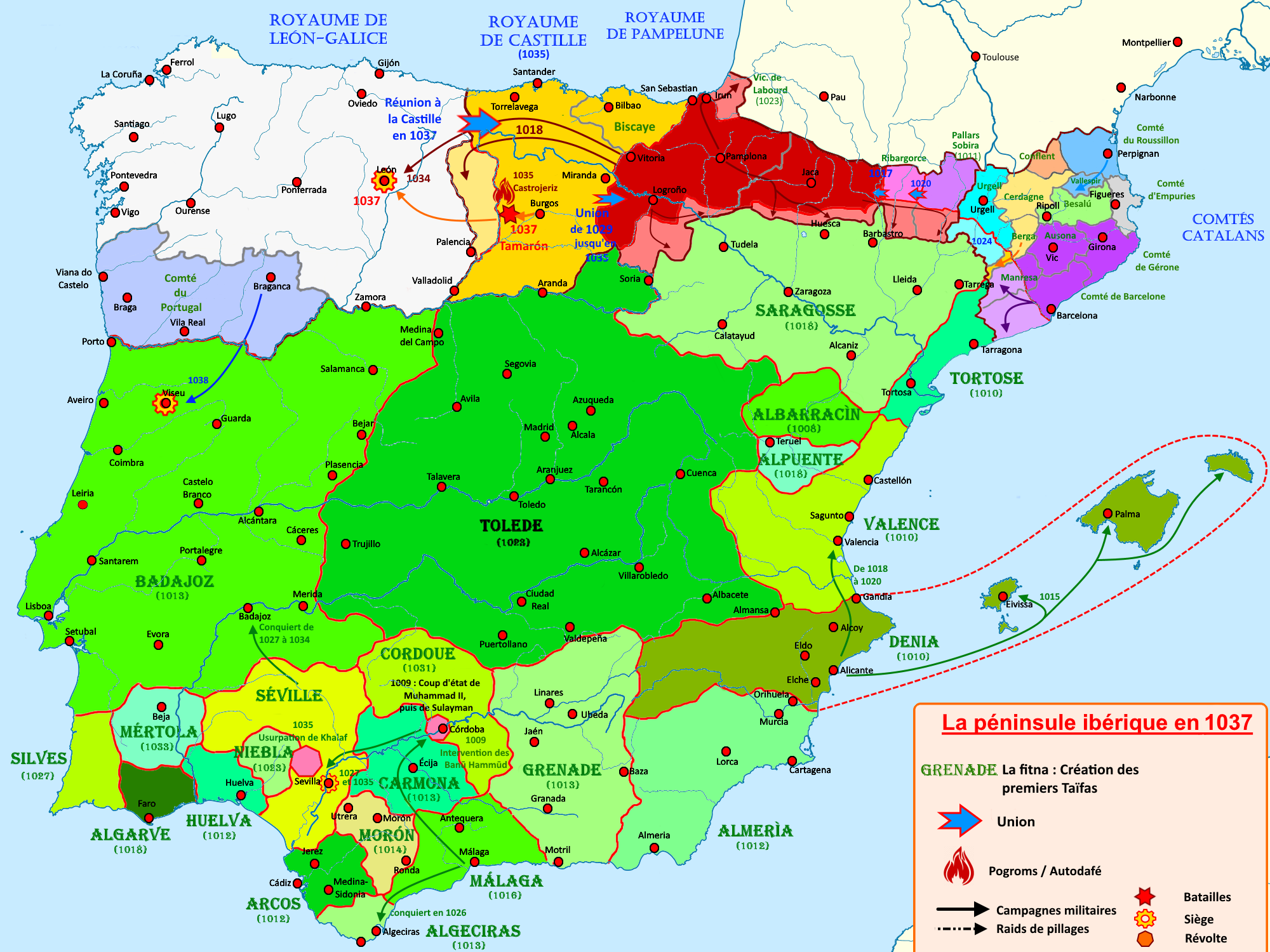
taifa di Granada, nel 1037

## Storia

### Prima taifa
La Histoire des Almohades / d'Abd el- Wâh'id Merrâkechi riporta che la taifa di Granada era governata da una famiglia berbera; mentre il Muslim Spain and Portugal: A Political History of al-Andalus precisa che furono i Ziridi.

#### Regno di Zawi ibn Ziri (1013 al 1019)
Zawi ibn Ziri (secolo X -1037/1038) fu il fondatore della dinastia dei Ziridi di Granada, figlio del capostipite Ziri ibn Manad e fratello di Buluggin ibn Ziri emiro in Ifriqiya. Zawi, secondo The History Of The Mohammedan Dynasties In Spain Vol II fu agli ordini di Almanzor, e durante la guerra civile sostenne Sulayman ibn al-Hakam, "al-Musta'in", che divenuto califfo, nel 1013 gli permise di creare il suo regno indipendente a Granada, ma quando il berbero Ali ibn Hammūd marciò su Cordova, Zawi lo appoggiò e conquistato il califfato, misero a morte Sulayman ibn al-Hakam, "al-Musta'in".

Quando il califfo, Abd al-Rahman IV ibn Muhammad decise di occupare Granada, per poi proseguire su Cordova, Zawi si rifiutò di consegnare la città, obbligando Abd al-Rahman IV ad assediare la città. Zawi ibn Ziri fece una sortita con la cavalleria e Abd al-Rahman IV dovette fuggire, per mettersi in salvo.

Nel 1019, Zawi rientrò in Ifriquya lasciando il governo della taifa al nipote, Habus ibn Maksan.

#### Regno di Habus ibn Maksan (1019 al 1038)
Habus ibn Maksan, soprannominato al-Muzaffar "il vincitore", succeduto allo zio Zawi, nel 1019 regnò fino al 1038, ampliò i domini della taifa , impossessandosi di Jaen e di altri territori, divenendo una delle taife più potenti di al-Andalus.

Dopo un periodo di anarchia a Cordoba, gli ebrei sefarditi si rifugiarono a Granada. Tra questi Samuel ibn Nagrela, che divenne il segretario del visir Abu al-Ḳasim ibn al-'Arif. Nel 1027, il visir morente confessò ad Habus ben Maksan che i suoi successi erano dovuti principalmente al suo segretario ebreo. Habus quindi elevò Ibn Nagrela alla dignità di visir, posizione che mantiene dopo la morte di Habus, anche sotto il suo successore, il figlio, Badis ibn Habus, come riporta La web de las biografias. 

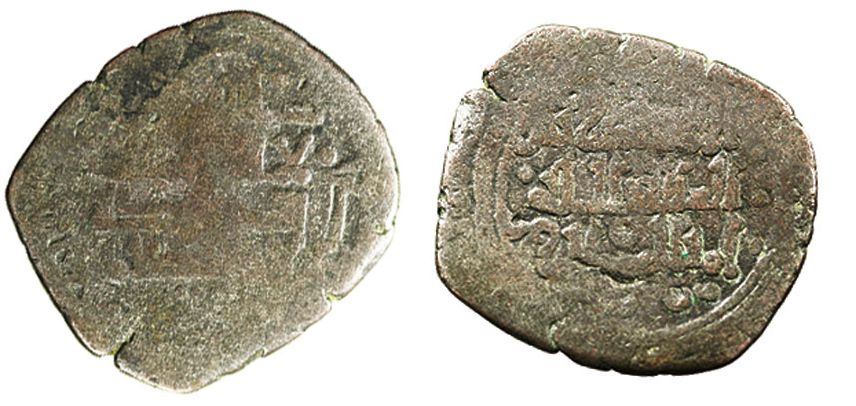
Moneta di Badis ben Habús

#### Regno di Badis ibn Habus (1038 al 1073)
Nel 1038, Badis succedette al padre Habus alla guida del regno di Granada. Come suo padre prima di lui, si considera principalmente un vassallo degli Hammudidi, che erano stati califfi del califfato di Cordova, e ora governavano Malaga e Algeciras, con cui aveva buoni rapporti. 

Col tempo però i rapporti si fecero tesi e combatté contro Malaga, Algeciras e altri regni; nel 1057 sconfisse e annesse la Taifa di Malaga, nominandone governatore il figlio primogenito Buluggīn ibn Bādīs, che fu avvelenato nel 1064. 

Badis ibn Habus morì nel 1073 e gli succedette il nipote, Abd Allah ibn Buluggin.

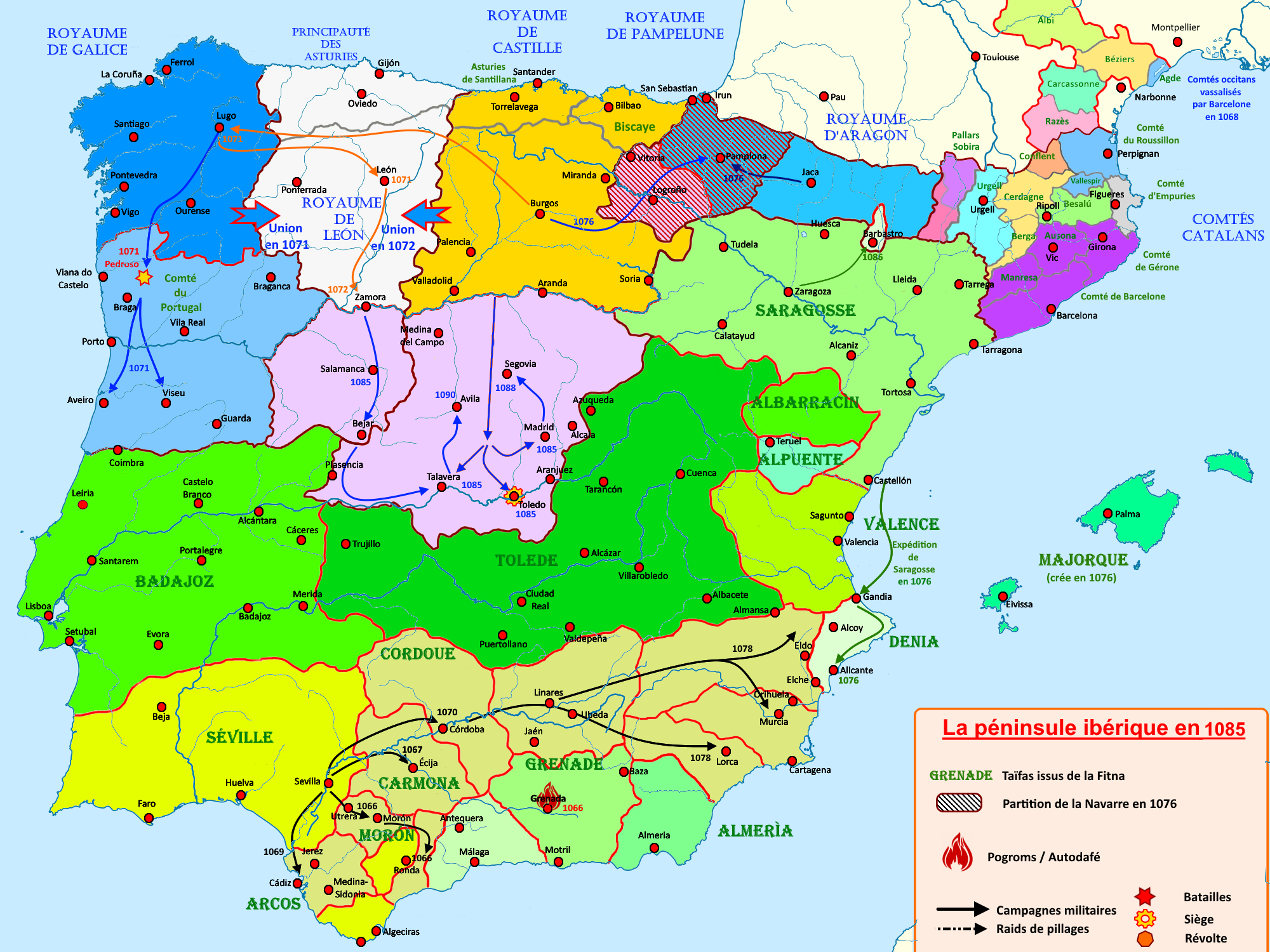
taifa di Granada, nel 1085

#### Regno di Abd Allah ibn Buluggin (1073 -1090)
Nel 1073, Abd Allah, succeduto al nonno, ripristinò la taifa di Malaga, cedendola al fratello, Tamim ibn Buluggin.

La Taifa di Granada, nel 1080 era una della poche ancora indipendenti, secondo la Muslim Spain and Portugal: A Political History of al-Andalus.

Nel 1086, quando i regni di taifa sono minacciati dal re Alfonso VI di Castiglia, anche Abd Allah è tra coloro che invocano l'aiuto di Yūsuf ibn Tāshfīn, l'almoravide che ha appena preso il controllo dell'intero Maghreb. Youssef rispose a questa chiamata e il 2 novembre 1086, sconfisse Alfonso VI di Castiglia nella battaglia di al-Zallaqa.

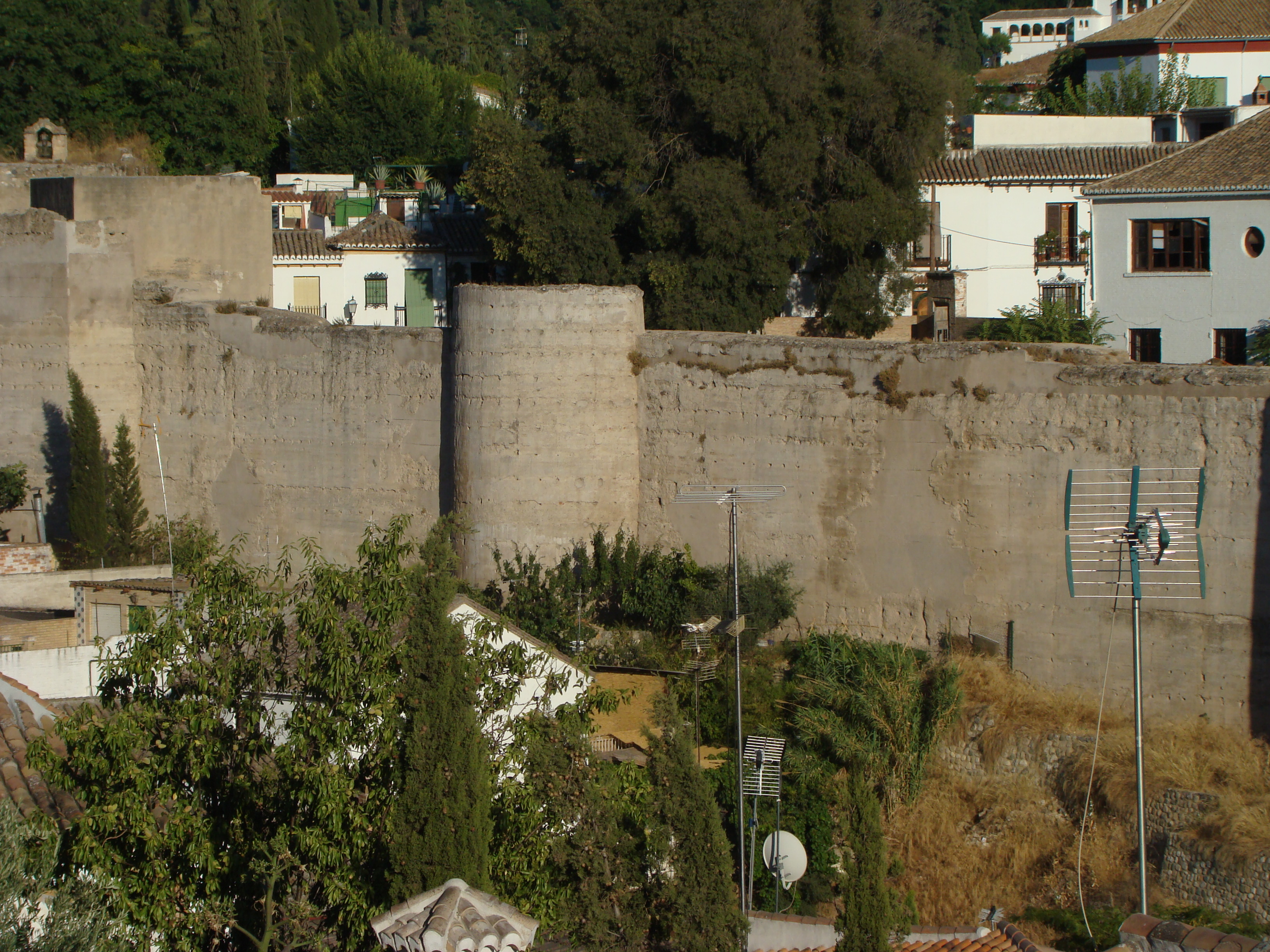
Veduta del muro Zirid dell'Alcazaba Cadima, nel 2009.

Nel 1090, quando Yusuf Ibn Tashfin tornò in al-Andalus, per la terza volta conquistò la taifa di Granada, annettendola al califfato. Abdallah venne deposto e mandato prigioniero in Maghreb, ad Aghmat (vicino a Marrakech). Durante il suo esilio in Marocco, Abdallah ben Bologhin scrisse le sue memorie e la storia della dinastia Zirid a Granada.

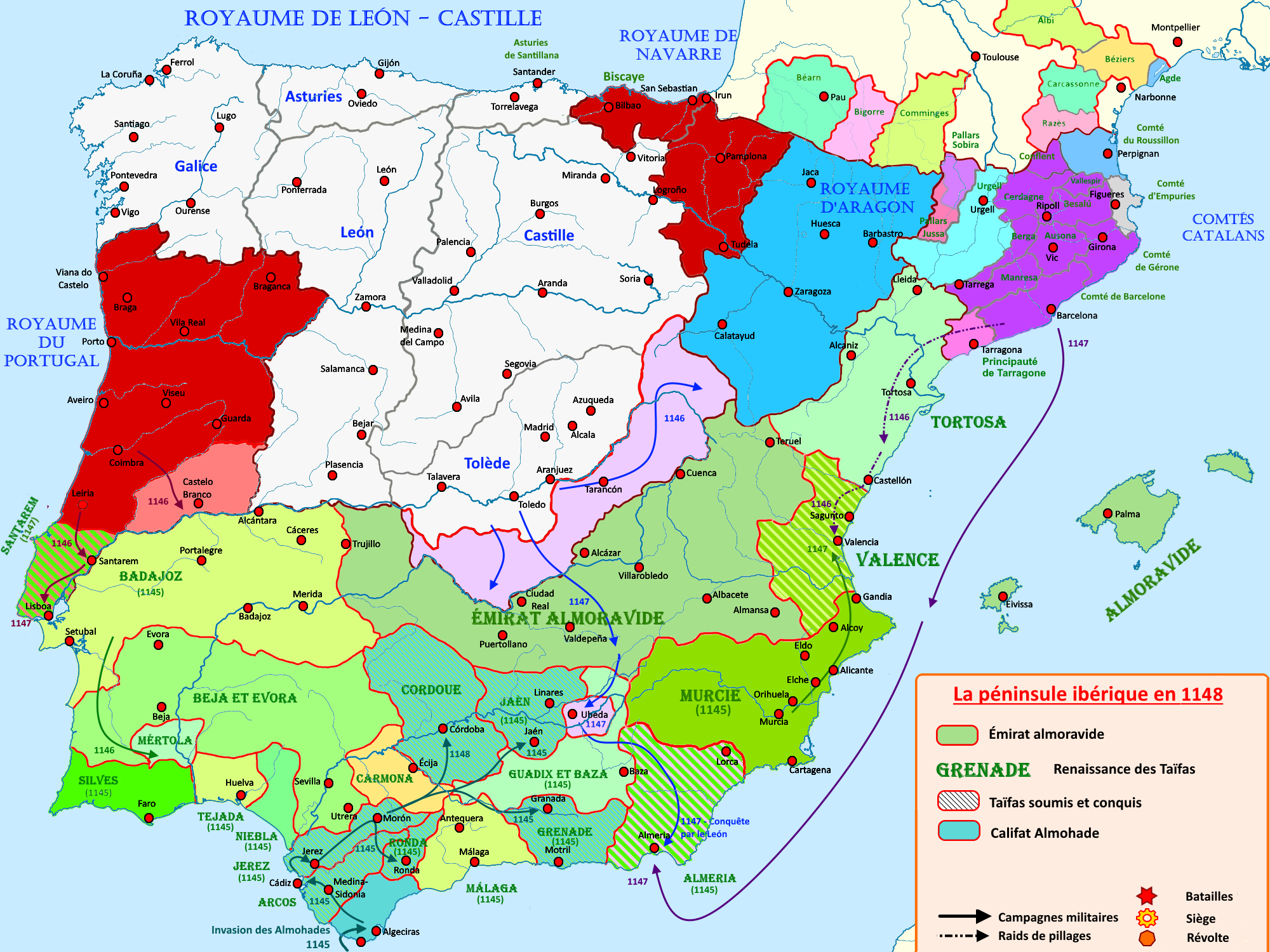
seconda taifa di Granada, nel 1145

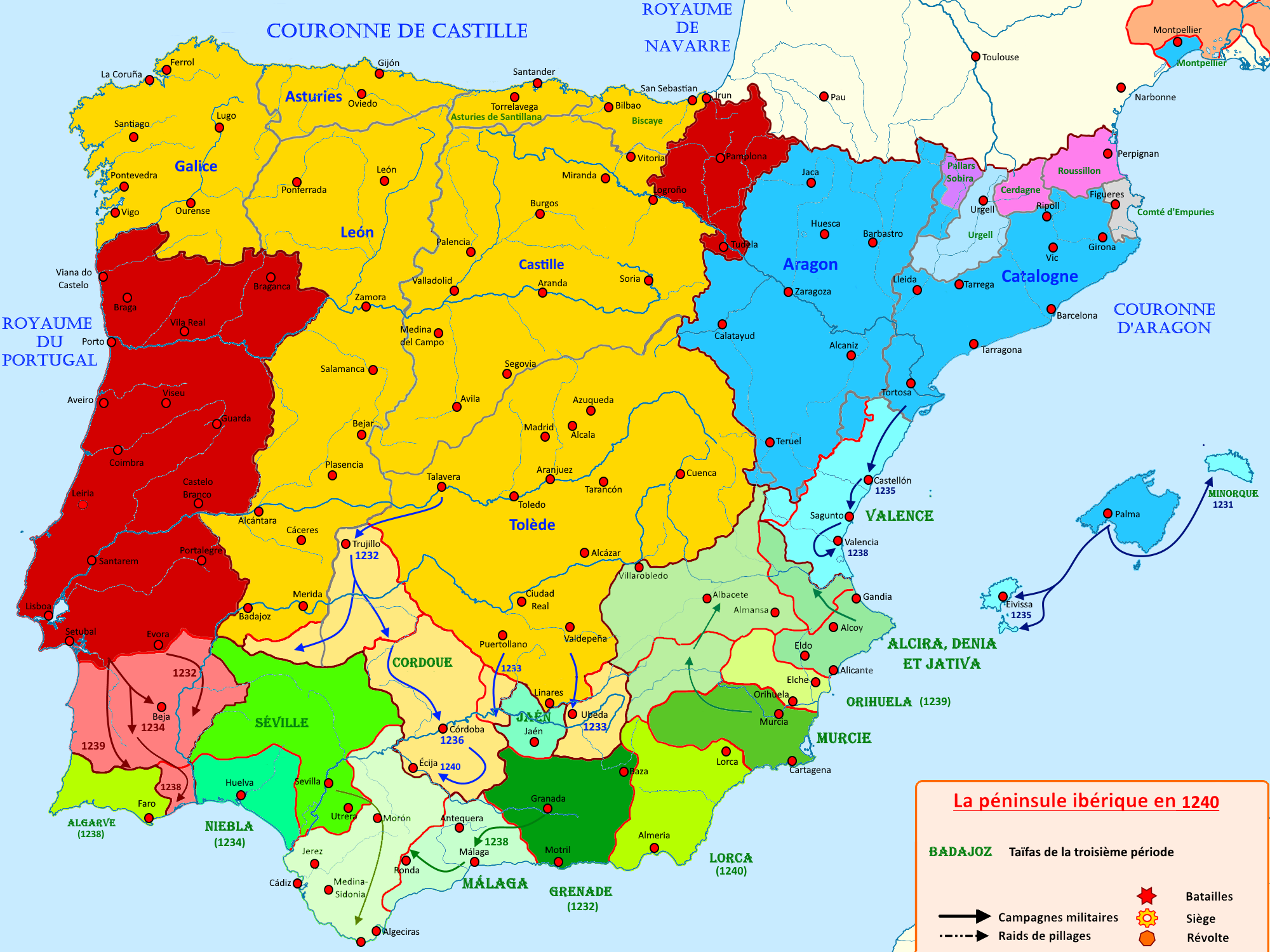
terza taifa di Granada, nel 1240

##### Trasformazione di Granada
Granada divenne nell'XI secolo, la capitale della taifa di Granada Ziride con la Medina Elvira, della quale rimane oggi un reperto archeologico di 300 000  ettari a sud della Sierra Elvira. Zawi ibn Ziri fondò la nuova città, detta Madinat Garnata, nel 1013, attorno ad un castello preesistente.

L'area occupata è quella del centro dell'attuale quartiere di Albacin , noto come Alcazaba Cadima (al-Qasba Qadima). È qui che si trova il palazzo dei re Ziridi, tra le attuali strade Aljibe de la Gitana, Cuesta María de la Miel e Callejón de San Cecilio. Sulla collina di fronte dominava la città una fortezza che, in seguito diventerà           l'Alhambra.

Alla fine del secolo la maggior parte della collina era già urbanizzata e cinta da una cinta muraria in pietra da taglio, parte della quale rimane ancora parzialmente integrata negli edifici del quartiere. Quattro porte davano accesso alla capitale, Bib Cieda (conosciuta oggi come Puerta Nueva o arc de las Pesas), Bib Caxtar y Bib Elbis , sul lato nord della città, con vista sul sobborgo di Albaicín, e Bib Albonud a est.

Sotto gli Ziridi la città si estende fino a 75  ettari, con circa 4.400 case, divise in due distretti, Harat Alcazaba a nord e Rabat Almufadar a sud.

### Seconda taifa
Quando l'Impero almoravide perdette vigore vi fu una effimera seconda taifa di Granada che rimase fedele agli Almoravidi, ma durò pochissimo, conquistata, nel 1145, dagli Almohadi, guidati da 'Abd al-Mu'min, che in pochi anni riuscirono a ricreare il califfato di al-Andalus.

### Terza taifa
Quando l'Impero almohade perdette vigore, dopo la sconfitta subita a Las Navas de Tolosa il regno di taifa di Granada, verso il 1227 risorse per trasformarsi nel regno di Granada, dopo che i Nasridi erano divenuti emiri della taifa, come riporta la Muslim Spain and Portugal: A Political History of al-Andalus.

### Fonti primarie
- (FR)  Histoire des Almohades / d'Abd el- Wâh'id Merrâkechi
- (EN)  The History Of The Mohammedan Dynasties In Spain Vol II
- (EN)  Muslim Spain and Portugal: A Political History of al-Andalus

### Letteratura storiografica
- Rafael Altamira, "Il califfato occidentale", in: «Storia del mondo medievale», Cambridge History of Middle Age, vol. II, 1999, pp. 477–515.]
- La recomquista